# Sambre
La Sambre è un fiume internazionale francese e belga lungo 190 km, affluente in sinistra orografica della Mosa.

## Geografia

### Percorso

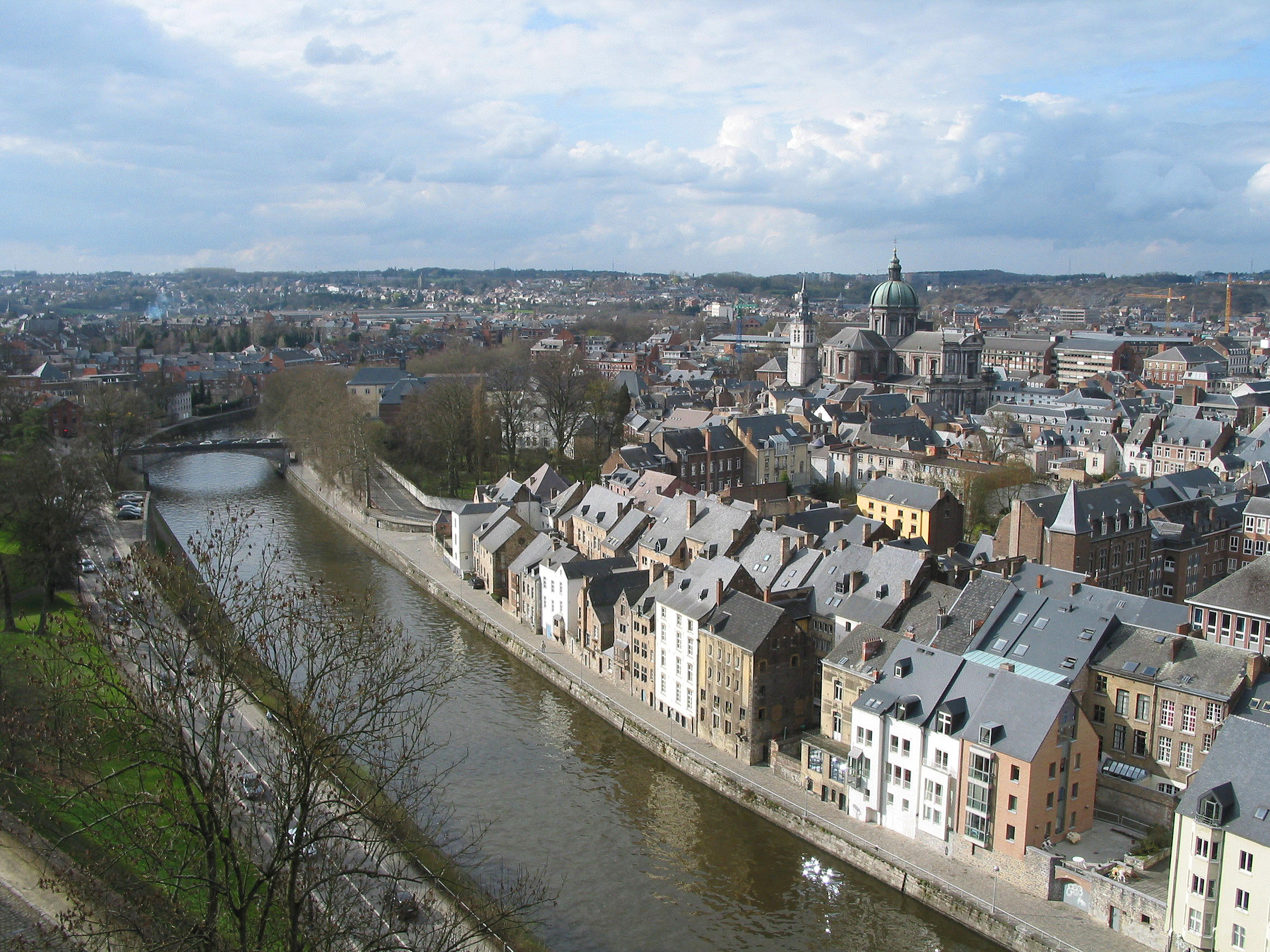
La Sambre attraversa Namur

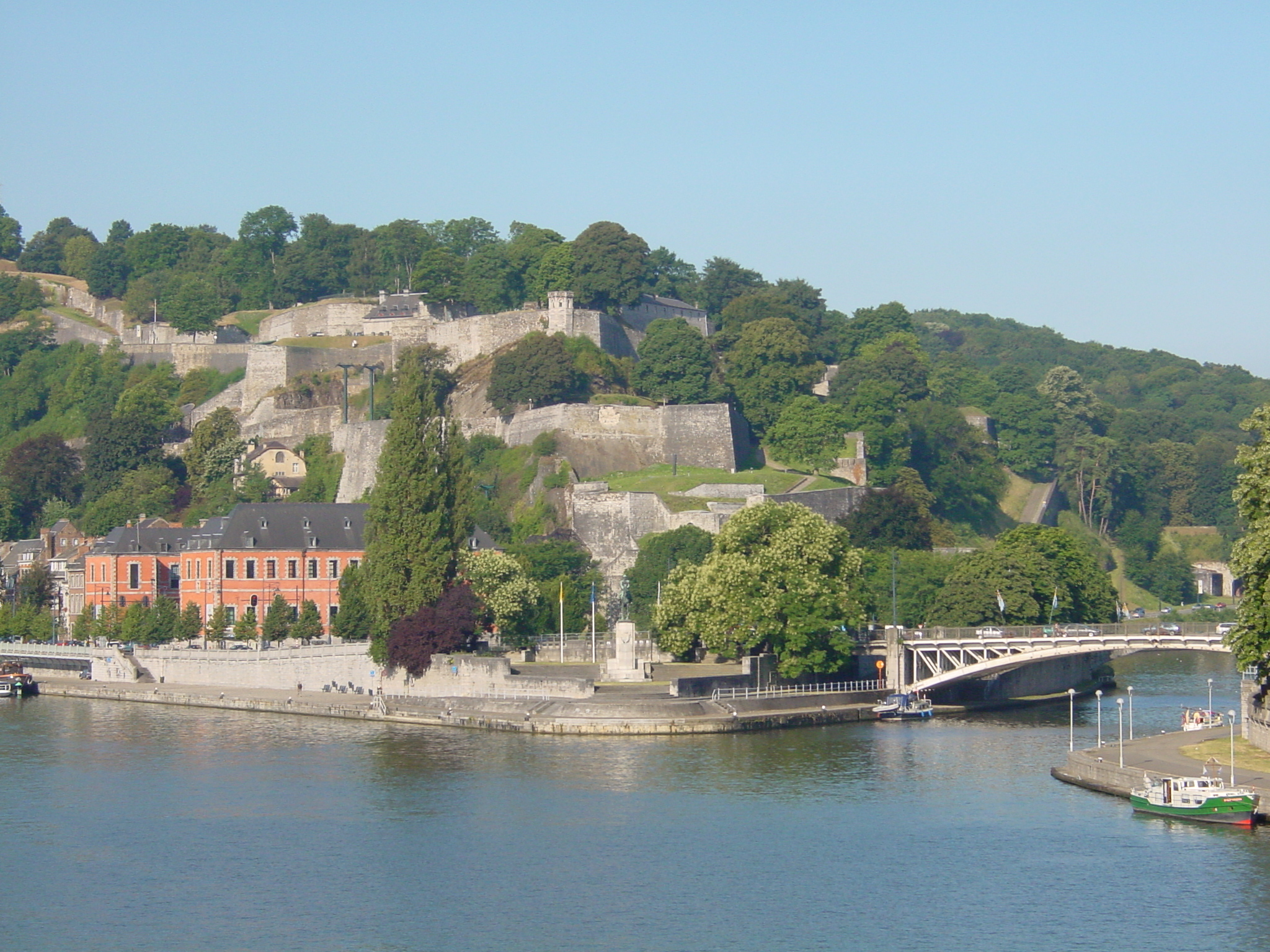
Confluenza Sambre-Mosa a Namur

Nasce nel bois de Cartignies, nei pressi di Le Nouvion-en-Thiérache sull'altipiano di San Quintino (Aisne).
Attraversa Hautmont, Maubeuge, Jeumont (in Francia), quindi Merbes-le-Château, Fontaine-Valmont, Lobbes, Thuin, Charleroi, Sambreville, Floreffe (in Vallonia, Belgio) e si getta nella Mosa a Namur.
Il suo corso è lungo circa 190 km (88 km in territorio francese).
Nel suo tratto vallone, la Sambre, quando diventa Bassa Sambre, un poco a monte di Namur, dà il nome ad una parte del bacino industriale vallone, particolarmente noto per le miniere di carbone, oggi chiuse.
Nel suo percorso, passa anche per il porto di Charleroi.

### Caratteristiche
Il fiume è canalizzato allo standard Freycinet (250 t a 1,8 m di pescaggio) da Landrecies fino a Monceau-sur-Sambre e allo standard di 1350 t di lì in poi sino a Namur.
Il bacino idrografico in Francia è di 1250 km², la pendenza media dello 0,2‰.

### Affluenti
La Sambre conta numerosi affluenti: la Riviérette, la Tarsy, il Cligneux, il ruisseau d'Eclaibes, la Flamenne, l'Helpe Mineure, l'Helpe Majeure, la Solre, la Hante, la Thure, la Biesmelle, l'Eau d'Heure e l'Acoz. 

### Portata
La portata media osservata a Namur fra il 1995 e il 2004 è stata di 36 m³ al secondo, con una media massima di 54,86 m³ nel 2001, e una media minima di 21,76 nel 2004.

## Storia
La Sambre costituì nei secoli un passaggio obbligato per tutti gli eserciti che volessero aggirare le Ardenne. Ciò spiega la movimentata storia della regione.
Nel 57 a.C. Giulio Cesare vi sconfisse i Nervi. Durante la prima guerra mondiale sul suo corso si combatté nel 1914 (battaglia delle Frontiere) e nell'ultimo mese della guerra (battaglia della Sambre, novembre 1918).